# مانه گئورگیان
مانه گئورگیان (ارمنی: Մանե Գևորգյանն؛ انگلیسی: Mané Gevorgyan ز) یک سیاستمدار و دانشمند علوم سیاسی اهل ارمنستان است که از تاریخ مارس ۲۰۲۰ تا تاریخ نوامبر ۲۰۲1 سمت را برعهده داشت.

## زندگی‌نامه
در رشته علوم سیاسی از دپارتمان روابط بین‌الملل دانشگاه دولتی ایروان و در رشته اداره امور عمومی  مدرسه فلچر دانشگاه تافتس فارغ‌التحصیل شد. پیش از این، او به عنوان مدیر ارشد روابط رسانه‌ای بین‌المللی در جایزه آرورا مشغول به کار بود. مانه گئورگیان همچنین در بنیاد سیویلیتاس کار می‌کرد